# قورينه
قورينه ميناء قديم على الشاطئ الشمالي لأفريقيا في قورينائية (الآن برقة) على بعد 16 كم تقريبا من البحر، كان مستعمرة إغريقية.

## تاريخ
اشترك في تأسيسها (حوالي 630 ق م) مستعمرون من جزيرتي ثيرا وكريت بزعامة رجل يدعي أرسطو، وجاء بعد ذلك مستعمرون جدد من البيلوبونيسيس والجزر (570 ق م) وأنشئت أربع مدن أخرى كانت أهمها برقة (المرج) ويوهسبريدوس (بنغازي) أصبحت قورينائيا الخمس من أزهر مواطن الحضارة الإغريقية واشتهرت في القرن الرابع ق م، بفلاسفتها وعلمائها في الرياضة، اتصلت بين قورينائيا وبلاد الإغريق تجارة رائجة وعلاقات وثيقة، وأمدتها بكميات وفيرة من الحبوب عنما اجتاحتها مجاعة طاحنة في 330 ق.م أصبح أرسطو ملكا على قورينة، واتخذ اسم باتوس (كلمة ليبية = ملك) وكون أسره مالكة جمل ملوكها على التعاقب اسمى باتوس وأرسكسيلاس، واستمر حكمها منذ تأسيس قورينة إلى ما بعد 450 ق م ببضع سنين عندما أصبحت قورينه جمهورية، خضعت قورينائيا للفرس في عهد قمبيز، لكنها استعادت استقلالها بعد 450 ق م وعندما فتح الإسكندر مصر، قدمت له فروض الطاعة فجعلها حليفته، وفي 322 ق م استولى عليها بطليموس الأول، وحرص هو وحلفاؤه على بقائها خاضعة لسلطانهم لكنها كانت تتمتع بالحكم الذاتي، حاولت عدة مرات التخلص من سيطرة البطالة إلى أن ضمت نهائيا إلى دولتهم نتيجة لزواج أميرتها برينيكي (ت 221 ق م) ببطليموس الثالث قبيل ارتقائه العرش، بقيت جزءا من دولة البطالة إلى أن أورثها بطليموس ابيون روما عند وفاته في 96 ق م سمحت روما لمدن قورينائية الخمس بأن تتولى بنفسها إدارة شؤونها إلى أن حولت الإقليم إلى ولاية رومانية (74 ق م) عاصمتها قورينة.